# Schüttkasten Taggenbrunn

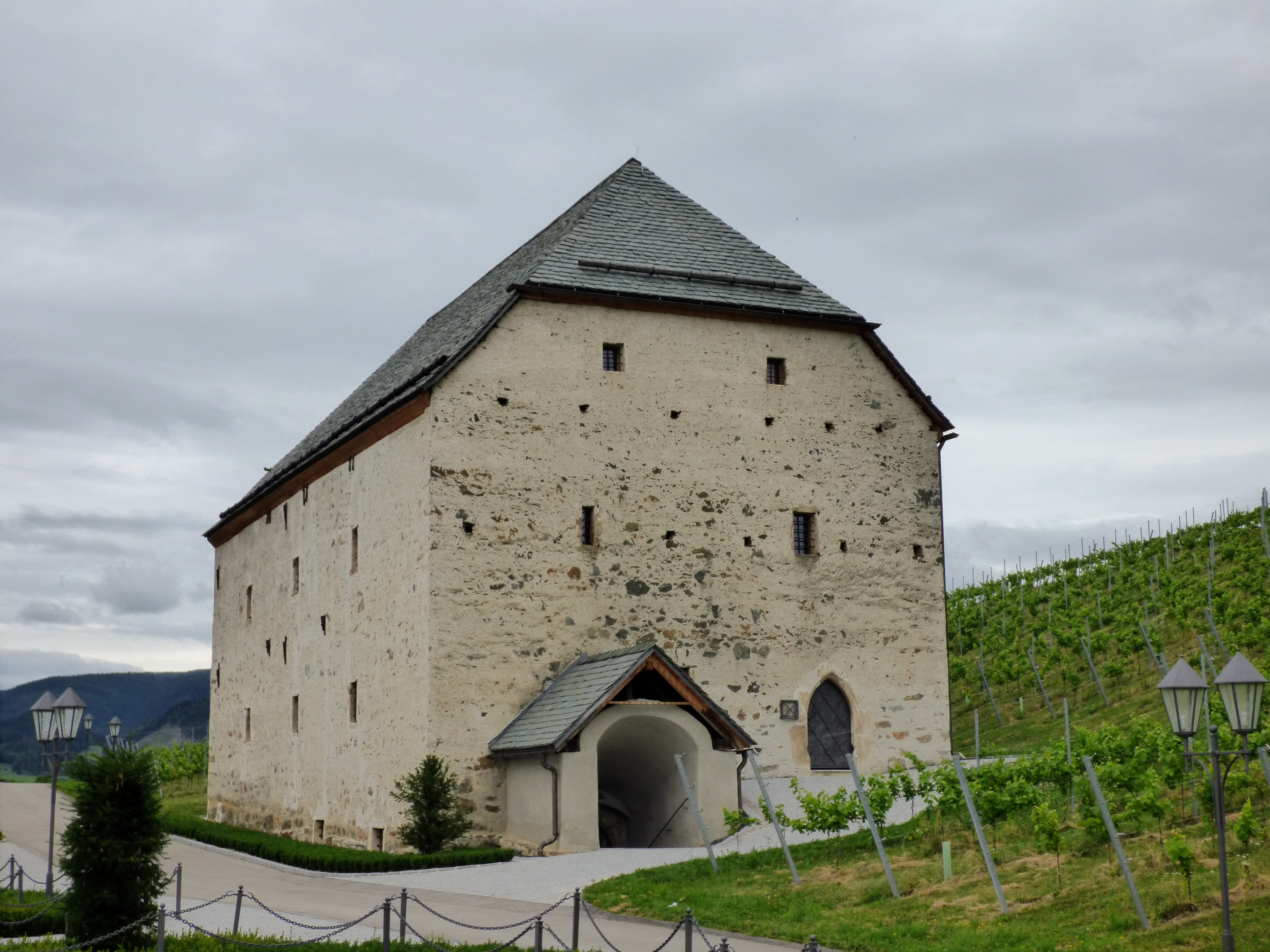
Schüttkasten in Taggenbrunn

Der Schüttkasten Taggenbrunn steht am Fuße des Burgberges der Burgruine Taggenbrunn in der Gemeinde Sankt Georgen am Längsee im Bezirk Sankt Veit an der Glan in Kärnten. Der Schüttkasten steht unter Denkmalschutz (Listeneintrag).

## Geschichte
Der Schüttkasten wurde um 1500 unter dem Erzbischof von Salzburg Leonhard von Keutschach erbaut. Ein weiteres Wirtschaftsgebäude zeigt einen Wappenstein vom Erzbischof Leonhard von Keutschach mit der Jahresangabe 1503.

## Architektur
Der zweigeschoßige Schüttkasten unter einem steilen stützenlosen mit Steinplattl gedeckten Schopfwalmdach zeigt eine Fassade aus unverputztem Bruchsteinmauerwerk. Das spitzbogige spätgotische Portal hat ein abgefastes Gewände. Die schmalen Schlitzfenster sind eisenbewehrt.
Das Gebäudeinnere hat einen massiven gewölbten Keller, der weitere Aufbau besteht aus einer Holzkonstruktion.